# Селби, Ивлин
И́влин Се́лби (англ. Evelyn Selbie; 6 июля 1871, Луисвилл, Кентукки, США — 7 декабря 1950, Вудленд-Хиллз, Калифорния, США) — американская актриса театра, немого и звукового кинематографа.

## Биография
Рождённая в Луисвилле, штат Кентукки, Селби, будучи юной, была всадником. Её карьера на сцене длилась двадцать пять лет. Она начала работать в репертуарных компаниях Проктора в Нью-Йорке после ухода из дома. Она играла в таких пьесах, как «Человеческие сердца», «Кошка и канарейка» в течение двух сезонов. Селби также играла в репертуарном театре, который находился в Большом театре в Рино, штат Невада. Затем она отважилась отравиться на запад, где она жила 18 месяцев в старом Центральном театре в Сан-Франциско, штат Калифорния. За этим последовал сезон в Сан-Диего, Калифорния, а затем длинный сезон на Аляске с Т. Д. Фроули. Во время тура на Аляске Ивлин играла роли наряду с Вирджинией Торнтон.
В 1909 году Селби присоединилась к команде водевиля, покинув компанию «Бентли».
Селби начала свою кинокарьеру в 1912 году с компанией Essanay Studios в качестве ведущей леди Брончо Билли Андерсон и работала с этой компанией девять лет. Среди её работ в немых фильмах роли в таких картинах как «Муж индианки», первый голливудский проект Сесила Блаунта Демилля, и «Крылья» — лауреате первой кинопремии «Оскар» за лучший фильм. Она продолжала сниматься в кино до 1949 года, когда сыграла свою последнюю роль Белль в картине «Дулинсы из Оклохомы». Она участвовала в сериалах Фу Манчу и занималась внештатной работой на радио.
В ноябре 1950 года Селби перенесла сердечный приступ. Через две недели она была госпитализирована в Кинематографический загородный госпиталь в Лос-Анджелесе, штат Калифорния, где и умерла 7 декабря того же года на 80-м году жизни. Она была похоронена на кладбище Инглвуд-Парк в городе Инглвуд (Калифорния).

## Избранная фильмография
| Год  |   | Русское название | Оригинальное название | Роль                   |
| ---- | - | ---------------- | --------------------- | ---------------------- |
| 1927 | ф | Крылья           | Wings                 | дежурная по раздевалке |
| 1928 | ф | В старой Аризоне | In Old Arizona        | цыганка                |
| 1934 | ф | Весёлая вдова    | The Merry Widow       | газетчица              |